# Aridius
Aridius es un género de escarabajos  de la familia Latridiidae. Motschulsky describió el género en 1866. Habita en Asia (Vietnam, Sri Lanka), Europa (Noruega) y América del Sur (Argentina, Brasil, Chile, islas Malvinas, Colombia, Perú). Contiene las siguientes especies:
- Aridius arcuata Rucker, 1979
- Aridius bifasciata Reitter, 1877
- Aridius brasiliensis Dajoz, 1974
- Aridius chilensis Dajoz, 1967
- Aridius delamarei Dajoz, 1960
- Aridius gayi Dajoz, 1971
- Aridius hemicarinatus Andrews, 1995
- Aridius latumeris Rucker, 1979
- Aridius lobli Dajoz, 1975
- Aridius montuosus Rucker, 1985
- Aridius necessarius Rucker, 1985
- Aridius nodifer Westwood, 1839
- Aridius norvegica Strand, 1940
- Aridius peruvianus Dajoz, 1974
- Aridius spathe Andrews, 1995
- Aridius ventanensis Dajoz, 1974
- Aridius vietnamensis Rucker, 1979
- Aridius ypirangae Dajoz, 1976